# فاكوندو سانشيز
فاكوندو سانشيز (بالإسبانية: Facundo Sánchez) (7 مارس 1990 في الأرجنتين - ) هو لاعب كرة قدم أرجنتيني في مركز الوسط. لعب مع إستوديانتيس دي لا بلاتا وتيغري وديفنسا خوستيكا ونادي أتليتيكو كولون.

## وصلات خارجية
- فاكوندو سانشيز على موقع قاعدة بيانات كرة القدم.إي يو (الإنجليزية)
- فاكوندو سانشيز على موقع Soccerway.com (الإنجليزية)